# Flota del Pacífico (Rusia)
La Flota Rusa del Pacífico (en ruso: Тихоокеанский флот; romanización: tijookeánski flot) forma parte de la Armada rusa estacionada en el Océano Pacífico, esta flota patrullaba anteriormente las fronteras del Extremo Oriente ruso de la antigua Unión Soviética. La sede de la flota se encuentra en Vladivostok y numerosas bases se encuentran en el Krai de Primorie. Otra base regional importante para la flota es Petropávlovsk-Kamchatski en la Bahía de Avacha, en la Península de Kamchatka, la flota cuenta con una gran base de submarinos en Vilyúchinsk, situada en la misma bahía. En la era soviética, la Flota del Pacífico también era responsable de la administración y la dirección operativa del escuadrón oceánico de la Armada Soviética y de las bases de apoyo técnico naval ubicadas en el Océano Índico, en las naciones aliadas de la Unión Soviética, en países como Yemen del Sur.

## Historia

### Armada Imperial Rusa
La flota fue establecida en 1731 como parte de la Armada Imperial Rusa, era conocida entonces como la Flotilla Militar del Mar de Ojotsk (1731-1856) y más tarde fue conocida como la Flotilla Militar Siberiana (1856-1918), ambas flotillas se formaron para defender los intereses rusos en la región del Extremo Oriente ruso, a lo largo de la costa del Océano Pacífico. Durante la Guerra ruso-japonesa, la mayor parte de la Flota del Pacífico rusa fue destruida. La Flota del Báltico rusa estaba comandada por el Almirante Zinovi Rozhéstvenski. La Armada Imperial Japonesa derrotó a la Flota del Báltico rusa en la Batalla de Tsushima.

### Armada de la Unión Soviética
En 1918, la flota fue heredada por la República Socialista Federativa Soviética de Rusia y después por la Unión Soviética en 1922 formaba parte de la Armada Soviética, en 1932 recibió el nombre de Flota del Pacífico. Durante la Guerra soviético-japonesa de 1945, la flota rusa del Pacífico participó en la invasión del sur de la Isla de Sajalín y en la operación de desembarco en las Islas Kuriles. Después de la Segunda Guerra Mundial fue conocida como Flota del Pacífico de la Bandera Roja (en ruso: Краснознамённый Тихоокеанский флот). La flota había ganado la Orden de la Bandera Roja durante la guerra. En la época soviética, la flota era responsable de llevar a cabo las operaciones de la Armada Soviética en el Océano Índico y en el Mar arábigo. Después de la disolución de la Unión Soviética en 1991, la Flota del Pacífico de la Bandera Roja fue heredada por la Federación de Rusia como parte de la nueva Armada rusa, y su nombre actual fue adoptado.

### Armada de la Federación de Rusia
En los años noventa del siglo XX y a principios del siglo XXI, la Flota del Pacífico perdió a la mayoría de sus unidades más grandes. En unos pocos años tras la disolución de la Unión Soviética, la flota perdió a todos sus portaaviones, y a principios del siglo XXI solamente un crucero de batalla permanecía en el servicio activo junto a la flota. A finales de los años 2010, la flota consistía en un gran crucero lanzamisiles, cinco destructores, diez submarinos nucleares y ocho submarinos diésel-eléctricos. Se han anunciado planes para el despliegue de nuevas unidades de gran tamaño. Varios submarinos lanzadores de misiles balísticos, y grandes cruceros se unirán a la flota en los próximos años. Entre los días 5 y 12 de julio del año 2013, tuvieron lugar maniobras navales bilaterales en la bahía de Pedro el Grande. Las maniobras Joint Sea fueron los mayores ejercicios navales realizados por la Armada del Ejército Popular de Liberación (PLA) juntamente con la Armada rusa. Un accidente a bordo del submarino de ataque con propulsión nuclear Nerpa, mientras este buque hacía una inmersión de prueba durante sus pruebas de navegación en alta mar en el Océano Pacífico, el día 8 de noviembre del año 2008, mató a más de 20 personas, este desastre fue el peor accidente a bordo de un submarino, desde el trágico hundimiento del submarino K-141 Kursk, ocurrido en el año 2000. El buque Nerpa era un submarino de la clase Akula (tiburón) perteneciente a la Flota del Pacífico, su construcción empezó en 1991, pero fue retrasada debido a la falta de financiación del gobierno ruso. La sede de la Flota del Pacífico se encuentra en la ciudad costera de Vladivostok, pero también hay numerosas instalaciones navales dentro del Golfo de Pedro el Grande, en el Krai de Primorie, en Petropávlovsk-Kamchatski, en Vilyúchinsk, en la Bahía de Avacha, en la Península de Kamchatka, y en el Krai de Kamchatka. El comandante actual de la flota es el Almirante Serguéi Avakyánts, que ha ocupado su puesto desde mayo de 2012.

### Participación en la invasión de Ucrania
La flota contenía dos brigadas de infantería naval, En 2022, ambas brigadas de infantería naval de la Flota del Pacífico fueron trasladadas a Ucrania para realizar operaciones en el marco de la invasión rusa. Hasta finales de 2022, ambas brigadas habrían sufrido grandes pérdidas. En abril de 2022, se anunció que la 155.ª Brigada recibió el título de «Guardias» por su servicio.

## Galería de imágenes

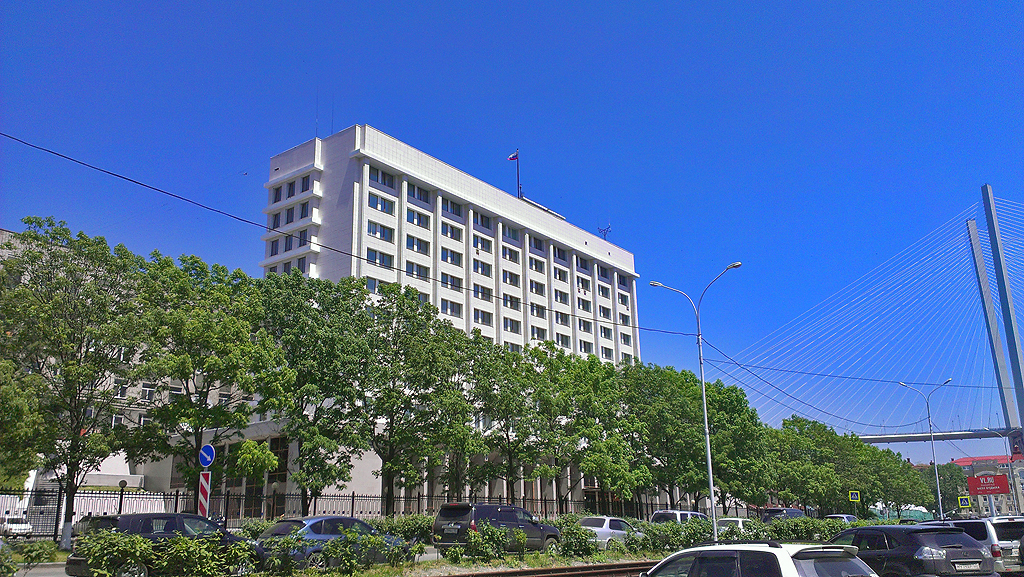
Sede central de la Flota rusa del Pacífico en Vladivostok.
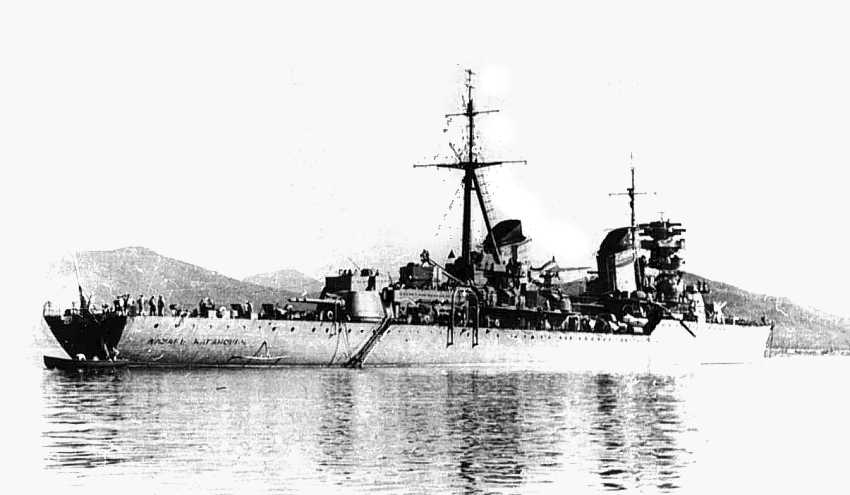
Crucero Lázar Kaganóvich.
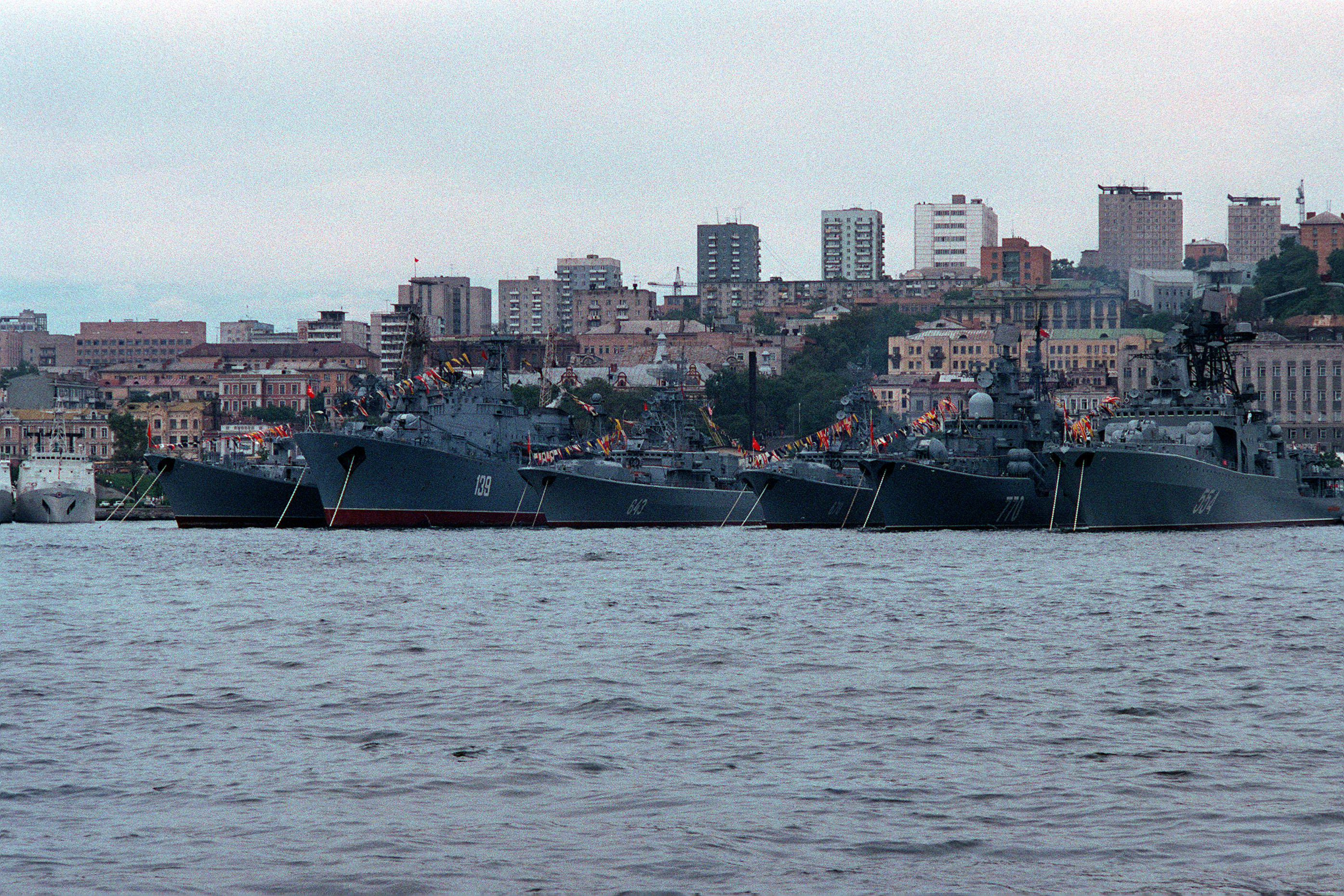
Flota Soviética del Pacífico. (1990).